# دلهره‌آور سیاسی
دلهره‌آور سیاسی یا مهیج سیاسی (به انگلیسی: political thriller) نوعی گونه در ساخت فیلم و سریال است که بیشتر به سیاست و زندگی سیاستمداران می‌پردازد. که در پس زمینه یک جنگ قدرت سیاسی اتفاق می‌افتد، مخاطرات بالا و تعلیق هسته اصلی داستان است. این ژانر اغلب مخاطبان را وادار می‌کند تا اهمیت سیاست را در نظر بگیرند و درک کنند. خطرات در این داستان‌ها بسیار زیاد است و سرنوشت یک کشور اغلب در دست یک فرد است. فساد سیاسی، جرائم سازمان‌یافته، تروریسم، و جنگ موضوعات مشترک هستند.
تریلرهای سیاسی می‌توانند بر اساس حقایقی مانند ترور جان اف. کندی یا رسوایی واترگیت باشند. یک تریلر سیاسی اخیر که در پس‌زمینه بیهار و سیاست هند اتفاق می‌افتد، «هیچ‌کس یک خارجی را دوست ندارد» اثر فواز جلیل است.

## فیلم‌ها
چندین فیلم آلفرد هیچکاک در حال حاضر حاوی عناصری از تریلر سیاسی هستند. در مردی که زیاد می‌دانست (فیلم ۱۹۳۴) باید از حمله سیاسی جلوگیری کرد. در اواخر دهه ۱۹۶۰ شاهد ظهور فیلم‌های دلهره‌آور سیاسی بود که به‌طور فعال پس‌زمینه دوران رسوایی ویتنام و واترگیت را در تاریخ نظامی و سیاسی ایالات متحده منعکس می‌کرد و دیدگاهی عمدتاً بی‌پرده از دسیسه‌ها و بدبینی رهبری سیاسی امروزی، از جمله ادعاهای پیرامون ارائه می‌کرد. همگرایی سیاستمداران و سرویس‌های مخفی برای ایجاد یک دولت به اصطلاح عمیق با تمرکز بر خنثی کردن اراده مردم و به‌طور فعالانه اختلاف نظر را ایجاد کردند. فیلم‌هایی مانند همه مردان رئیس‌جمهور (بر اساس رسوایی واترگیت) بود. نمونه‌های دیگر از تریلرهای سیاسی را می‌توان به هفت روز در ماه مه و جی‌اف‌کی اشاره کرد. و چندین فیلم دلهره‌آور سیاسی پس از حملات ۱۱ سپتامبر یا به‌طور کلی تروریسم اشاره می‌کنند.

## تئاتر
نمایشنامه نویسی که این ژانر را پذیرفته‌است گری میچل است که در دهه ۲۰۰۰ به «یکی از صداهای مورد بحث در تئاتر اروپا تبدیل شد… که مهیج‌های سیاسی مسلماً او را به بزرگترین نمایشنامه نویس ایرلند شمالی تبدیل کرده‌است».